# Província de Buzău
La província de Buzău (IPA: [bu.'zəu]) és un judeţ, una divisió administrativa de Romania, a la regió de Muntènia, amb capital a Buzău.

## Límits
- Província de Brăila a l'est.
- Província de Prahova i província de Braşov a l'oest.
- Província de Covasna i província de Vrancea al nord.
- Província de Ialomiţa al sud.

## Demografia
El 2002, tenia 496,214 i una densitat de població de 81 h/km².
- Romanesos - 97%[1]
- Roma - un 3% declarats.

| Any  | Població |
| ---- | -------- |
| 1948 | 430,225  |
| 1956 | 465,829  |
| 1966 | 480,951  |
| 1977 | 508,424  |
| 1992 | 516,961  |
| 2002 | 496,214  |

## Divisió Administrativa
La província té 2 municipalitats, 3 ciutats i 82 comunes.

### Municipalitats
- Buzău
- Râmnicu Sărat

### Ciutats
- Nehoiu
- Pogoanele
- Pătârlagele

### Comunes
| - Amaru - Bălăceanu - Balta Albă - Beceni - Berca - Bisoca - Blăjani - Boldu - Bozioru - Brădeanu - Brăeşti - Breaza - Buda - C.A. Rosetti - Calvini - Căneşti - Cătina - Cernăteşti - Chiliile | - Chiojdu - Cilibia - Cislău - Cochirleanca - Colţi - Costeşti - Cozieni - Florica - Gălbinaşi - Gherăseni - Ghergheasa - Glodeanu Sărat - Glodeanu-Siliştea - Grebănu - Gura Teghii - Largu - Lopătari - Luciu - Măgura | - Mărăcineni - Mărgăriteşti - Mânzăleşti - Merei - Mihăileşti - Movila Banului - Murgeşti - Năeni - Odăile - Padina - Pardoşi - Pănătău - Pârscov - Pietroasele - Podgoria - Poşta Câlnău - Puieşti - Racoviţeni - Râmnicelu | - Robeasca - Ruşeţu - Săgeata - Săhăteni - Săpoca - Săruleşti - Scorţoasa - Scutelnici - Siriu - Smeeni - Stâlpu - Tisău - Topliceni - Ţinteşti - Ulmeni - Unguriu - Vadu Paşii - Valea Râmnicului - Valea Salciei | - Vâlcelele - Verneşti - Vintilă Vodă - Vipereşti - Zărneşti - Ziduri |